# 奥尔加诺圣玛利亚堂

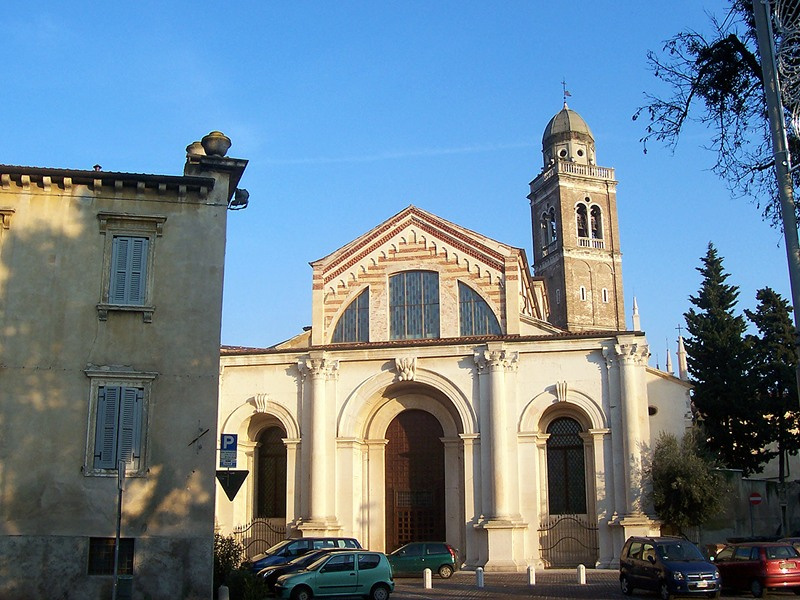
立面和钟楼

奥尔加诺圣玛利亚堂（Santa Maria in Organo）是一座罗马天主教教堂，位于意大利北部威尼托大区城市维罗纳。

## 历史
教堂的起源可追溯到6-8世纪，东哥特人和伦巴第人统治意大利时期。原来的修道院在拿破仑战争时期被摧毁。这座教堂在1117年地震后重建。它曾经面对阿迪杰河的一条支流，现已淤塞。
从14世纪开始，它是一个堂区，属于阿奎莱亚宗主教区，直到1756年解散。在1444年，出售给橄榄会（Olivetans），一直拥有到1808年。修士若望·达·维罗纳（Giovanni da Verona）完成了木制咏经团的镶嵌，并设计了钟楼，于1533年完成。1534年，五口钟发出“维罗纳钟声”。
从1547年开始，罗马-哥特式的白色大理石立面，由米凯莱·桑米切利（Michele Sanmicheli）设计；一直未能完成。此外，修道院还拥有加佐韦罗内塞的圣母堂（Santa Maria Maggiore）。

## 内部
内部是拉丁十字平面，有一个中殿和两个走道。它收藏了大量绘画作品，包括吉罗拉莫·萨瓦尔多、多梅尼科·莫罗内、弗朗切斯科·莫龙、安东尼奥·巴莱斯特拉和盖尔西诺等人的作品。
祭衣间下面是墓穴，是中世纪建筑的遗迹。柱头还是公元8世纪的遗物。这里有卢卡·乔达诺、弗朗切斯科·莫罗和安东尼奥·巴莱斯特拉的作品，以及热门的"穆莱塔"，是一个14世纪的木制雕塑，描绘《耶稣骑驴进入耶路撒冷》。